# Obléhání Konstantinopole (717–718)
Druhé arabské obléhání Konstantinopole v letech 717–718 bylo kombinovaným pozemním a námořním útokem Arabů Umajjovského chalífátu proti hlavnímu městu Byzantského císařství, Konstantinopoli. Tato kampaň znamenala vyvrcholení dvaceti let útoků a postupné arabské okupace pohraničních oblastí Byzance, zatímco byzantská síla byla podrývána protahujícími se vnitřními nepokoji. Roku 716, po letech příprav, Arabové vedení Maslamou ibn Abd al-Malikem napadli byzantskou Malou Asii. Arabové původně zamýšleli využít byzantských vnitřních svárů a spojili se s generálem Leonem Isaurským, který povstal proti císaři Theodosiovi III. Leon je však později oklamal a byzantského trůnu se zmocnil sám.

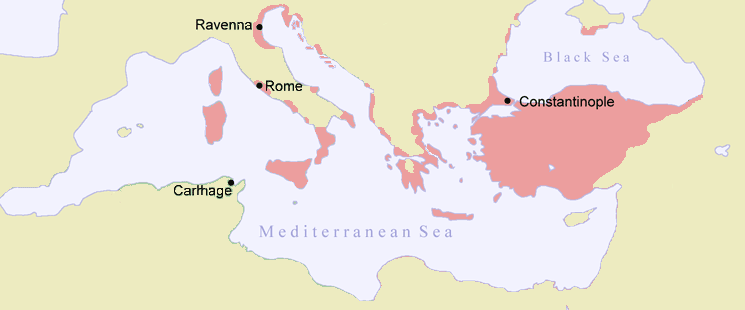
Byzantská říše v roce 717 n. l.

Po přezimování na západních březích Malé Asie arabská armáda překročila hranice Thrácie na začátku léta 717 a vybudovala obléhací linie kolem blokovaného města, chráněného masivní Theodosiovou hradební zdí. Arabská flotila, jež doprovázela armádu a měla zablokovat Konstantinopol z moře, byla brzy po příjezdu zneškodněna byzantským námořnictvem, které proti ní použilo tzv. řeckého ohně. Tím zůstala Konstantinopoli možnost zásobování po moři, zatímco arabská armáda byla sužována hladomorem a nemocemi, zejména během neobvykle kruté zimy, jež onoho roku nastala. Na jaře 718 pak byly dvě arabské flotily, vyslané jako posila, Byzantinci zničeny poté, co zběhly jejich křesťanské lodní posádky, a další arabská armáda, vyslaná po zemi přes Malou Asii, byla napadena ze zálohy a zničena. Ve spojení s útoky Bulharů z týlu byla situace Arabů neudržitelná a 15. srpna 718 byli nuceni obléhání ukončit. Na své zpáteční cestě byla arabská flotila prakticky zničena útoky Byzantinců a nepřízní počasí.
Neúspěch obléhání měl dalekosáhlé následky. Záchrana Konstantinopole znamenala další přežití Byzance, zatímco strategické výhledy Chalífátu musely doznat změny: Třebaže útoky na byzantská pohraniční území i nadále pokračovaly, záměr přímého dobytí říše byl Araby opuštěn. Někteří historikové hodnotí neúspěch obléhání jako zastavení postupu muslimů do Evropy, a považují tuto událost za jednu z rozhodujících bitev historie, srovnatelnou například s bitvou u Tours.

## Pozadí

Byzantská Malá Asie v roce 740

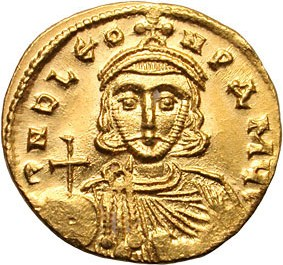
Solidus s Leonem III.

Po prvním obléhání Konstantinopole (674–678) si Arabové a Byzantinci užívali po jistou dobu míru. Po roce 680 byl Umajjovský kalífát v agónii Druhé muslimské občanské války a následný vzestup Byzantské říše na Východě umožnil císařům vymáhat po umajjovské vládě v Damašku vysoké částky daní či výpalného. V roce 692, když Umajjovci vyšli vítězně z muslimské občanské války, císař Justinián II (r. 685–695 a 705–711) obnovil nepřátelství. Výsledkem byla série arabských vítězství, která vedla ke ztrátě byzantské kontroly nad Arménií a kavkazskými knížectvími a k postupnému narušování byzantských pohraničních oblastí. Rok za rokem chalífští generálové, obvykle členové Umajjova rodu, podnikali nájezdy na byzantské území a dobývali pevností a měst. Po roce 712 začal byzantský obranný systém jevit známky kolapsu: Arabské nájezdy pronikaly stále hlouběji do Malé Asie, pohraniční pevnosti byly opakovaně napadány a pleněny, a zmínky o byzantských reakcích na vpády jsou ve zdrojích stále vzácnější. Arabům nahrávalo i dlouhé období vnitřní nestability, jež následovalo po prvním sesazení císaře Justiniána II. v roce 695, a v němž byzantský trůn přešel sedmkrát z ruky do ruky v divokých převratech. Slovy byzantinisty Warrena Treadgolda, „Arabské útoky by se byly každopádně zintenzivnily, když jejich vlastní občanská válka skončila. ... Měli teď nad Byzancí převahu v počtu vojska, množství půdy i v bohatství a začali proti ní soustřeďovat všechny své síly. Hrozilo nyní, že dobytím hlavního města zlikvidují celé byzantské impérium.“

## Zdroje
Dostupné informace o obléhání pocházejí ze zdrojů vzniklých v pozdějších dobách, které si často vzájemně odporují. Hlavním byzantským zdrojem je obšírná a podrobná zpráva z Kroniky Theofana Confessora (760–818) a také stručnější zpráva v Breviáři Patriarchy Nikefora z Konstantinopole (zemřel r. 828), která vykazuje oproti Theofanově verzi jisté odchylky, zejména chronologické. Při popisu obléhání oba autoři zjevně použili prvotní zprávu, sestavenou za vlády Leona III. Isaurského (r. 717–741), která obsahuje příznivé vylíčení pozdějších událostí, zatímco při líčení událostí roku 716 se Theofanes přidržel neznámé biografie Leona III., kterou Nikeforos ignoroval. Arabské zdroje, hlavně Kitab al-'Uyun z 11. století a stručnější vyprávění v Historii Králů a Proroků od al-Tabariho (838–923) čerpají z původních zpráv arabských autorů raného 9. století, ale obsahují řadu omylů a legendárních prvků. Zprávy v syrštině pocházejí od Agapia z Hierapole (zemřel 942), jenž patrně čerpal z téhož primárního zdroje jako Theofanes, ale je mnohem stručnější.

## Počáteční fáze tažení

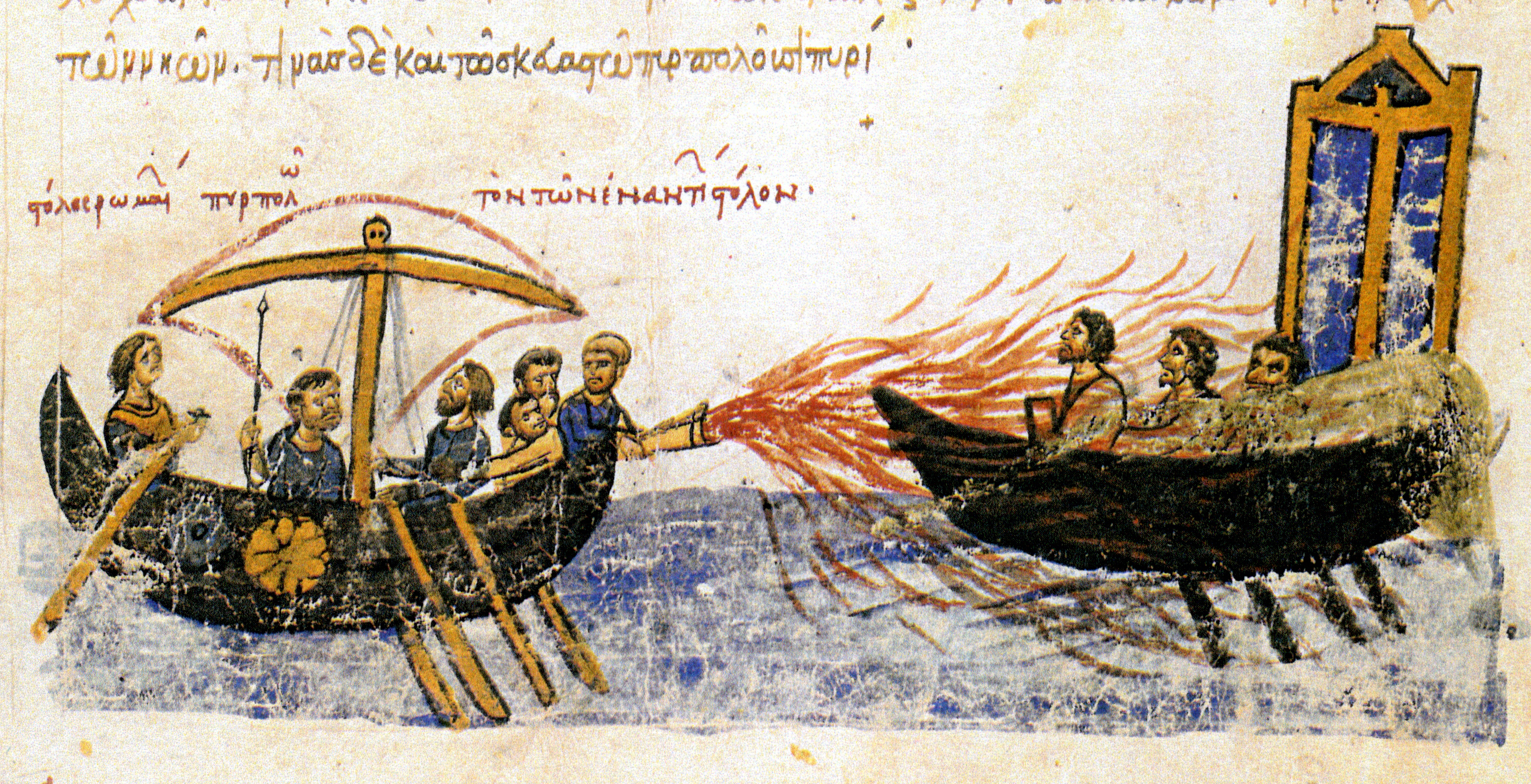
Použití řeckého ohně na rukopisu Madrid Skylitzes z 12. století

Arabské úspěchy otevřely cestu pro druhý útok na Konstantinopol, tažení, zahájené již pod chalífou al-Walidem I. (r. 705–715). Po jeho smrti se jeho bratr a následník Sulejman (r. 715–717) chopil projektu s velkou vervou, podle arabských zdrojů kvůli proroctví, že chalífa nesoucí jméno proroka dobude Konstantinopole; Sulejman (Šalamoun) byl jediným členem Umajjského rodu, který nesl takové jméno. Podle syrských zdrojů prý nový chalífa přísahal: "Neustanu v boji proti Konstantinopoli, dokud nevyčerpám celou zemi Arabů, nebo dokud města nedobudu".
Umajjské síly se začaly shromažďovat na planině Dabiq na sever od Aleppa, pod přímým dohledem samého chálifa. Sulejman byl nemocen a nemohl se osobně ujmout velení, a proto pověřil velením svého bratra Maslamu ibn Abd al-Malika. Operace proti Konstantinopoli začala v době, kdy Umajjovský chalífát procházel obdobím expanze jak na východě, tak i na západě. Muslimské armády pronikly do Transoxie, Indie a do Visigótského království v Hispánii.
Arabské přípravy, zejména stavba veliké flotily, nemohly uniknout pozornosti znepokojených Byzantinců. Císař Anastasios II (r. 713–715) vyslal do Damašku poselstvo vedené patriciem a městským prefektemt Danielem ze Sinopy, údajně s prosbou o zachování míru, ve skutečnosti však na výzvědy. Sám Anastasios se začal připravovat na nevyhnutelné obležení: Opevnění Konstantinopole bylo opraveno a vybaveno obrannými válečnými stroji – katapulty a dalšími.  Do města byly navezeny zásoby potravin. Navíc ti obyvatelé, kteří si nemohli nahromadit zásoby alespoň na tři roky, byli z města evakuováni. Anastasios posílil své loďstvo a počátkem roku 715 je vyslal proti arabské flotile, jež připlula k Fénixu – obvykle je spojován s dnešním městem Finike v Lýcii, ale mohl to být i dnešní Fenaket naproti ostrovu Rhodos, anebo snad Fenicie (dnešní Libanon), proslulá svými cedrovými lesy – aby opatřila dřevo na stavbu dalších lodí. Na Rhodu se však byzantská flotila, podněcovaná vojáky z thematu Opsicie, vzbouřila, zabila svého velitele Jana Dekana a odplula na sever do Adramyttia. Tam prohlásili císařem nerozhodného Theodosia, původně výběrčího daní. Anastasios přeplul do Bithynie v tématu Opsicie, aby s rebelií skoncoval, ale rebelská flotila mezitím odplula dále do Chrysopole. Odtud vzbouřenci podnikali výpady proti Konstantinopoli, až jim v pozdním létě sympatizanti uvnitř města otevřeli městské brány. Anastasios se držel v Nicii ještě několik měsíců, nakonec však souhlasil s abdikací a uchýlil se do kláštera jako mnich. Nástup Theodosia, jehož zdroje líčí jako neschopného a neochotného, jako loutkového císaře Opsiciánů vyprovokovala reakci dalších themat, zejména Anatolie a Armenie pod vedením svých strategoi (generálů) Leona Isaurského a Artabasdose.
Za těchto okolností, které prakticky odpovídaly občanské válce, zahájili Arabové své pečlivě připravené tažení. V září 715 předvoj, vedený generálem Sulejmanem ibn Mu'adem, prošel přes Cilicii do Malé Asie, dobyv cestou strategickou pevnost Loulon. Přezimovali u Afiku, neidentifikovaného místa poblíž západního výstupu z Cilicijských Bran. Na jaře 716 Sulejmanova armáda pokračovala do centrální Malé Asie. Umajjovská flotila pod velením Umara ibn Hubayra křižovala podél pobřeží Cilicie, zatímco Maslama ibn Abd al-Malik očekával další vývoj v čele hlavního voje v Sýrii.
Arabové doufali, že jim rozkol mezi Byzantinci přinese výhodu. Maslama již předtím navázal kontakt s Leonem Isaurským – stratégem thematu Anatolikon. Francouzský badatel Rodolphe Guilland se domnívá, že Leon Arabům naoko nabídl stát se vazalem chalífátu, ač ve skutečnosti zamýšlel využít Araby pro své vlastní záměry. Na druhé straně Maslama podporoval Leona v naději způsobit tím maximální zmatek a oslabit císařství, což by mu usnadnilo dobytí Konstantinopole.
Sulejmanovi stála v cestě nejprve strategicky důležitá pevnost Amorium, jíž chtěli Arabové využít jako základny pro další zimu. Amorium zůstalo ve zmatku občanské války bezbranné a bylo by snadno padlo, ale Arabové se rozhodli podpořit pozici Leona jako protiváhy k Theodosiovi. Nabídli tedy městu podmínky kapitulace, požadující, aby obyvatelé uznali Leona jako svého císaře. Pevnost kapitulovala, ale neotvírala ještě své brány Arabům. Leo se přiblížil s hrstkou svých vojáků a lstí začal vyjednávat o umístění posádky 800 vojáků uvnitř města. Tím zkřížil plány arabské armády, které docházely zásoby, a tak se stáhla. Leon unikl do Pisidie a v létě byl za podpory Artabasdose prohlášen a korunován za byzantského císaře, čímž se otevřeně postavil Theodosiovi.
Leontův úspěch u Amoria vyšel opravdu o vlásek, neboť Maslama s hlavní arabskou armádou již mezitím překročil pohoří Taurus a táhl přímo na město. Navíc, protože arabský generál neměl dosud informace o Leontově dvojité hře, nevydrancoval teritoria, kterými táhl – themata Armeniakon a Anatolikon, neboť jejich vládce dosud považoval za své spojence. Když se setkal s ustupujícím Sulejmanovým vojskem a dověděl se, co se mezitím událo, změnil rozhodnutí: napadl Akroinon a odtud táhl na západní pobřeží, kde chtěl přezimovat. Cestou vyplenil města Sardis a Pergamon. Arabské loďstvo přezimovalo v Cilicii.
Leon mezitím zahájil své vlastní tažení na Konstantinopol. Dobyl město Nicomedia, kde našel a zajal mezi jinými osobnostmi i Theodosiova syna, a pak táhl na Chrysopolis. Na jaře 717, po krátkém vyjednávání dosáhl Theodosiovy rezignace a svého vlastního uznání za císaře, a 25. března slavnostně vstoupil do města. Theodosios se synem směli odejít jako mniši do kláštera, zatímco Artabasdos obdržel vysokou pozici majordoma u císařského dvora a získal i ruku Leonovy dcery Anny.

## Síly nepřítele
Od samého počátku Arabové chystali proti Konstantinopoli velké tažení. Syrská Zuqninova kronika z konce 8. století uvádí, že Arabů „bylo bezpočtu“, zatímco syrský kronikář z 12. století Michael Syrský uvádí hodně nadnesená čísla 200 000 mužů a 5 000 lodí. Arabský pisatel z 10. století Al-Mas'udi uvádí 120 000 vojáků, a zpráva Theophana Zpovědníka pak 1 800 lodí. Byly nahromaděny zásoby na několik let, včetně obléhacích strojů a zápalných látek, zejména nafty. Trén – zásobovací oddíly – měl údajně čítat 12 000 mužů, 6 000 velbloudů a 6 000 oslů, a podle historika ze 13. století Bara Hebraea zahrnovala vojska i 30 000 „dobrovolníků svaté války“, tedy džihádistů. Ať už jsou čísla přesná či ne, útočníci počtem silně převyšovali obránce; podle Treadgolda mohli Arabové převyšovat svým počtem celou byzantskou armádu. O detailním složení arabských sil se mnoho neví, ale zdá se, že sestávaly většinou ze Syřanů a Asyřanů, zastoupených elitními jednotkami ahl al-Sham („Lid Sýrie“), hlavním pilířem Umajjovských vojsk a veterány z bojů proti Byzanci. Kromě Maslamy samotného jsou v pramenech zmiňováni i jeho podřízení velitelé Umar ibn Hubayra, Sulayman ibn Mu'ad a Bakhtari ibn al-Hasan, a to Theophanem a Agapiem z Hierapole, zatímco pozdější Kitab al-'Uyun nahrazuje Bakhtariho Abdallahem al-Battalem.
Přestože obléhání spotřebovalo velkou část lidských sil i dalších zdrojů Chalífátu, byl tento stále schopen vysílat během obléhání i nájezdy do byzantského pohraničí na východě Malé Asie: v roce 717, syn chalífy Sulejmana Daud dobyl pevnost poblíž Melitene a roku 718 Amr ibn Qais plenil pohraničí. Síly vojska na byzantské straně známy nejsou. Kromě přípravných opatření Anastasia II., která mohla být po jeho sesazení i zrušena, mohli Byzantinci počítat s pomocí Bulharů, s nimiž měl Leon uzavřenou smlouvu, která mohla obsahovat i spojenectví proti Arabům.